# اوریوسی
اوریوسی (به لاتین: Orivesi) یک شهرک در فنلاند است که در پیرکانما واقع شده‌است. این شهرک در سال ۲۰۱۷ میلادی ۹٬۳۱۳ نفر جمعیت داشته‌است.